# Chittenden megye
Chittenden megye az Amerikai Egyesült Államokban, azon belül Vermont államban található. Megyeszékhelye és legnagyobb városa Burlington. Lakosainak száma 168 323 fő (2020. április 1.). Chittenden megye Grand Isle, Franklin, Lamoille, Washington, Addison, Essex és Clinton megyékkel határos.

## Népesség
A megye népességének változása:
| Lakosok száma | 156 763 | 157 613 | 158 501 | 159 515 | 161 382 | 168 323 |
|               | 2010    | 2011    | 2012    | 2013    | 2015    | 2020    |